# Britannica Hungarica Világenciklopédia
A Britannica Hungarica Világenciklopédia általános nagylexikon, melyet a Magyar Világ Kiadó Kft. adott ki 1994-től 2001-ig. Első CD-verziója 2005-ben jelent meg, DVD-n pedig 2007-ben.

## Jellemzői
A nagylexikon 18 kötetből áll, kötetenként átlagosan 780 oldallal. A szócikkek alapjául az Encyclopædia Britannica anyaga szolgált; a magyar vonatkozású cikkek egy részével egészítették ki hazai szerkesztők, ezek a nagylexikon mintegy 10%-át teszik ki.
A kiadvány elnyerte a Fitz József-könyvdíjat.

## A Britannica Hungarica Világenciklopédia kötetbeosztása
A Britannica Hungarica Világenciklopédia kötetbeosztása a következő volt:
| Kötetszám    | Kötetcím               | Kiadási év |
| ------------ | ---------------------- | ---------- |
| I. kötet     | A capella–Axhabad      | 1994       |
| II. kötet    | Ashanti–Bitis          | 1995       |
| III. kötet   | Bitlis–Chamorro        | 1995       |
| IV. kötet    | Chamorro–David         | 1995       |
| V. kötet     | David–Emberi           | 1996       |
| VI. kötet    | Emberi–fodroskel       | 1996       |
| VII. kötet   | Foedus–Gray            | 1997       |
| VIII. kötet  | Graz–Holstebro         | 1997       |
| IX. kötet    | Holstein–Kabuki        | 1997       |
| X. kötet     | Kabul–Körmend          | 1998       |
| XI. kötet    | Körmenet–Luxemburg     | 1998       |
| XII. kötet   | Luxemburg–Mitsiwa      | 1998       |
| XIII. kötet  | Mitsubishi–Ocelot      | 1998       |
| XIV. kötet   | Ochino–Pleokroizmus    | 1998       |
| XV. kötet    | Plesiosaurus–Saivizmus | 1998       |
| XVI. kötet   | Saivo–Szalicilsav      | 1998       |
| XVII. kötet  | Szálih–Tokelau         | 1998       |
| XVIII. kötet | Tokfélék–Zsuzsánna     | 1998       |

## CD
A Britannica Hungarica Világenciklopédia 2005 CD-kiadása 2 db lemezen jelent meg.
A kiadvány 76 ezer címszót tartalmaz filozófia, történelem, politika, gazdaságtan, kultúra, művészet, zene, tudomány, természet, technika, földrajz, egészség és sport témakörökben. Mintegy 500 magyar szerkesztő/fordítólektor dolgozott rajta.
A szöveg mellett 640 térkép, 440 táblázat, 1070 rajz és 8220 fotó illusztrálja az anyagot. A szerkesztést 2005. április 14-én zárták le.

## DVD
A Britannica Hungarica Világenciklopédia 2007 DVD-kiadása 1 db dupla rétegű lemezen jelent meg.
A CD-verzióhoz képest jelentős módosítások a hiperlinkek (az atlaszban is), az átalakított grafikus kezelőfelület, illetve keresőfunkciók, a tartalmi keresések gyorsítása. 5-6 GB multimédia-, video- és hanganyag is elérhető a DVD-s verzióban, ez a CD-verzióból hiányzott.
A lexikon anyagát 2007-ben online is elérhetővé tették a vilagtudasa.hu címen, de ez az elérhetőség később megszűnt.

## Britannica Hungarica Nagylexikon
A Kossuth Kiadó Zrt. 2012-ben kezdte el a Britannica Hungarica Nagylexikon kiadását. Az összegyűjtött anyag és kiadás alapja az Encyclopædia Britannica 15. kiadása, a Britannica Online Academic Edition és  a Britannica Hungarica Világenciklopédia.
Az első kötet 1490 Ft-os bevezető áron április 18-án került az újságárusokhoz; a 24 kötetesre tervezett sorozat további részeit havonta, nagyjából 3500 Ft-os egységáron kívánták megjelentetni. A sorozat főszerkesztője Nádori Attila volt. Az azt követő két éven át hónapról hónapra pontosan megjelentek sorban a következő kötetek, egészen a 2014-es (25.) zárókötetig.

## A Britannica Hungarica Nagylexikon kötetbeosztása
A Britannica Hungarica Nagylexikon kötetbeosztása a következő volt:
| Kötetszám    | Kötetcím                     | Kiadási év |
| ------------ | ---------------------------- | ---------- |
| I. kötet     | A capella–Anilin             | 2012       |
| II. kötet    | Animáció–Barrault            | 2012       |
| III. kötet   | Barré–Boulder                | 2012       |
| IV. kötet    | Bboules–Christian-Jaque      | 2012       |
| V. kötet     | Christie–Davisson            | 2012       |
| VI. kötet    | Davis-szoros–Egyenérték      | 2012       |
| VII. kötet   | Egyenesszárnyúak–Euphorión   | 2012       |
| VIII. kötet  | Euphróniosz–Fokin            | 2012       |
| IX. kötet    | Fokker–Géppisztoly           | 2012       |
| X. kötet     | Géppuska–Gyógynövény         | 2013       |
| XI. kötet    | Gyógypedagógia–Herpangina    | 2013       |
| XII. kötet   | Herpesz–Impromptu            | 2013       |
| XIII. kötet  | Improvizáció–Jókai Anna      | 2013       |
| XIV. kötet   | Jókai Mór–Kempten            | 2013       |
| XV. kötet    | Kén–Königssee                | 2013       |
| XVI. kötet   | Könnycsatorna–Lermontov      | 2013       |
| XVII. kötet  | Lerner–Majna                 | 2013       |
| XVIII. kötet | Majolika–Minnesänger         | 2013       |
| XIX. kötet   | Minnesota–Niger              | 2013       |
| XX. kötet    | Niger–Papagájfélék           | 2013       |
| XXI. kötet   | Papagájkór–Rádzsasztán       | 2013       |
| XXII. kötet  | Raeder–Sixtus                | 2014       |
| XXIII. kötet | Sixtus, V.–Szövetségteológia | 2014       |
| XXIV. kötet  | Szövettan–Tundra             | 2014       |
| XXV. kötet   | Tunézia–Zsuzsánna            | 2014       |